# Trithelodon
Trithelodon es un género extinto de animales del grupo de terápsidos denominados cinodontes que vivió en el Jurásico Inferior en lo que ahora es Sudáfrica. Al igual que otros cinodontes, Trithelodon tenía varias características comunes con los mamíferos. Probablemente Trithelodon era insectívoro y de hábitos nocturnos.